# Guido Giuliante

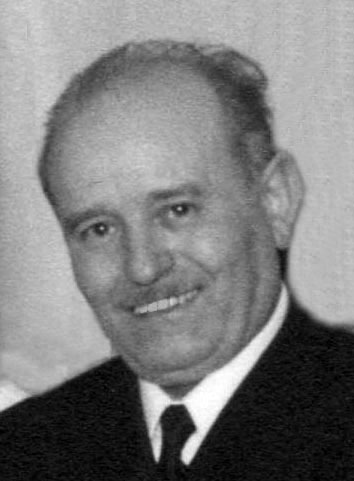
Guido Giuliante

Guido Giuliante (Pennapiedimonte, 19 novembre 1912 – Civitella Messer Raimondo, 17 giugno 1976) è stato un medico, poeta e politico italiano.

## Biografia

### Gli studi e gli anni della giovinezza
Guido Giuliante, figlio di Felice Giuliante scultore abruzzese dei primi del novecento, dopo la maturità classica e la licenza magistrale ha studiato Medicina a Napoli. Durante gli studi universitari ha insegnato nelle scuole elementari. È stato anche assistente del Prof. Gastone Lambertini, Direttore della Cattedra di Anatomia Umana dell’Università di Napoli. Laureato nel 1941 è stato ufficiale medico fino al 1945. Rientrato a Chieti, si dette alla militanza civile e democratica impegnandosi con gratuita disponibilità nella cura di malati poveri e nel sostegno degli sfollati venuti dalle località vicine. La passata attività di insegnante elementare gli determinò un particolare modo di intendere l’arte poetica che segnò il suo futuro artistico “… incrocio di esperienze assai diverse, le quali convergono in una sottolineatura… tutt’altro che provinciale, anzi di segno addirittura mediterraneo … dallo spettro ampio di sonorità e di risorse meliche”.

### L’attività medica
Dopo la guerra riprese gli studi universitari specializzandosi in Chirurgia Generale all’Università di Bari e successivamente in Ortopedia e Traumatologia all’Università di Pisa. Divenne Dirigente Sanitario nella sede INAIL di Chieti; svolse la sua attività di chirurgo generale dal 1959 al 1972 a Chieti presso la Clinica Menna, punto di riferimento centrale della medicina e della chirurgia abruzzese.

È stato medico e chirurgo molto apprezzato, oltre che per le sue capacità professionali, soprattutto per la sua grande umanità e la profonda dedizione ai suoi pazienti: incarnò uno dei più limpidi esempi di medico umanista. “L’interesse poetico del Giuliante è stato costantemente veicolato dall’esperienza professionale, dapprima maestro e poi medico, che non ha costituito per il poeta unicamente attività lavorativa ma, coinvolgendone appieno l’identità, è stata vissuta in totale coerenza ad una ben precisa visione etica della vita, intesa come dedizione verso il prossimo e condivisione delle realtà umane con le quali si è trovato ad interagire”.

### L’attività politica
Dal 1945, a liberazione avvenuta, promosse nella città di Chieti numerose iniziative culturali e sociali. Animò le riunioni clandestine tenute dall’Arcivescovo Giuseppe Venturi per la ricostruzione morale e materiale della città (Storia di Chieti) e dal 1946 è stato pubblico amministratore dapprima nel Consiglio Comunale e successivamente nel Consiglio Provinciale. Presidente delle ACLI nel 1948 ne è stato Consigliere Nazionale negli anni 1952-1953. Nel 1960 divenne Presidente dell’Istituto Statale d’Arte di Chieti e svolse una continua opera di promozione dei giovani artisti abruzzesi. Dal 1961 al 1968 è stato Presidente dell’Ente Provinciale del Turismo di Chieti e Direttore della Bottega d’Arte, incarichi che lo videro impegnato nella rivalutazione e divulgazione della cultura e dell’arte abruzzese.

### L’attività letteraria

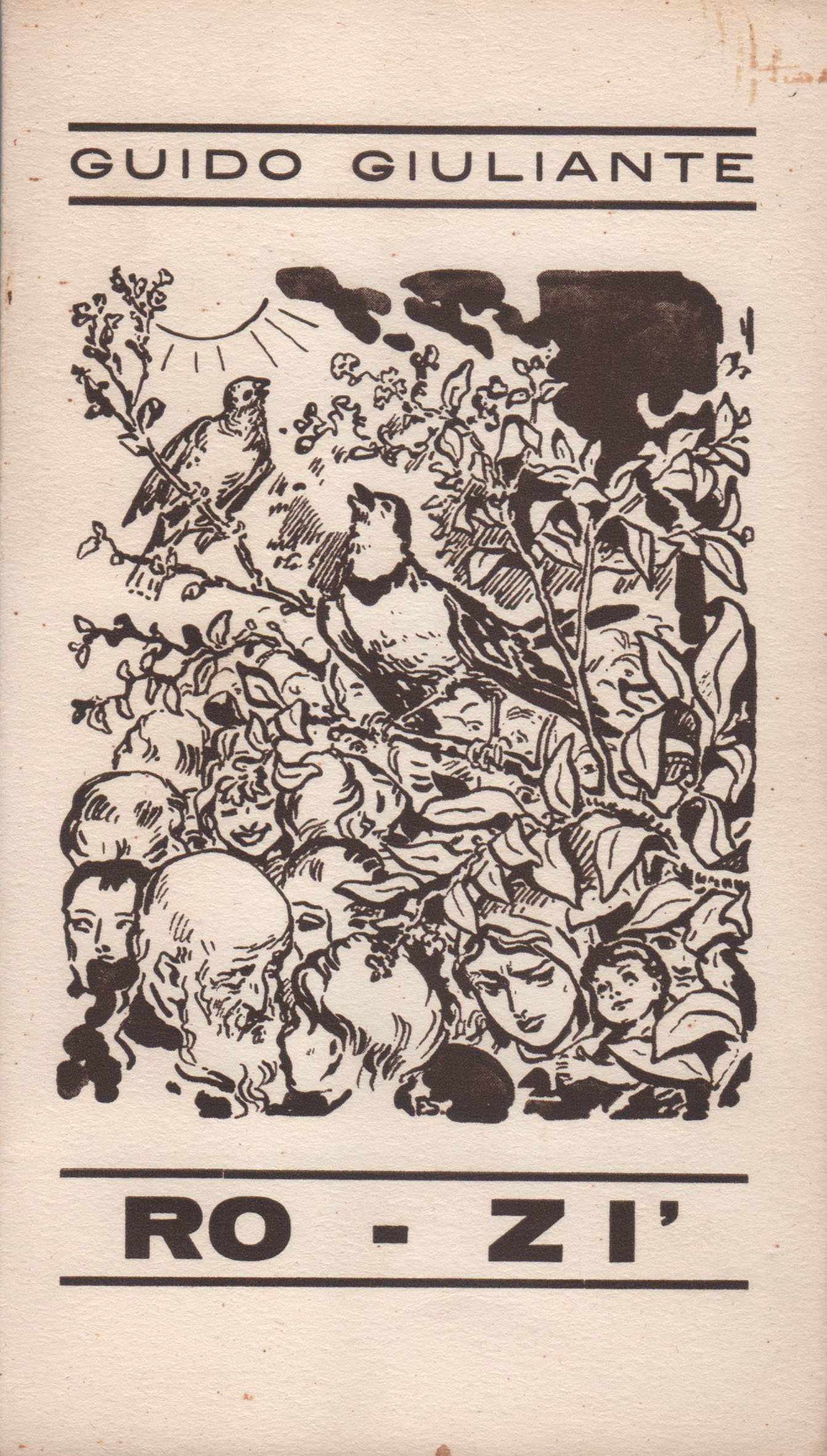
Ro-zì

Fin dagli anni successivi alla guerra, iniziò l’attività letteraria e la pubblicazione dei suoi scritti; la sua attività fu molto intensa e fu definito “Guido Giuliante, poeta di stellanti visioni”. Scrisse opere teatrali e numerose raccolte di poesie in lingua italiana e in dialetto abruzzese; rilevante è stata anche la sua produzione di testi per canzoni dialettali. È stato critico d’arte e, come corrispondente della rivista d’arte Scena illustrata di Firenze ha firmato numerosi cataloghi di pittura.

Le sue opere sono state inserite in diverse antologie nazionali: “Enciclopedia Motta Italia Nostra”, “La Fiera Letteraria”, “La Zagara” di Milano, “L’Ora d’Abruzzo”, “Il Convivio Letterario” di Milano, “Attraverso l’Abruzzo”, “Enciclopedia De Agostini Tutt’Italia”. “Tutta la produzione letteraria di Giuliante, teatrale e poetica, in lingua e in dialetto, si alimenta di un forte senso di appartenenza alla sua terra, coniugato ad una sincera e profonda ispirazione religiosa. Anzi, si può dire che la sua poesia, quella in vernacolo in particolare, si situi al centro di un incontro vitale: fra l’umano e il divino, l’antico e il moderno, l’immanente e il trascendente, la parola e il suono.”

Nella sua commemorazione il Prof. Ernesto Giammarco, glottologo dell’Università di Chieti, scrisse: « … Con il Giuliante si è raggiunto un alto traguardo: la conquista del dialetto che si dispone ad un impasto nuovo ed efficace, le cui componenti sono le connotazioni acustiche che si amalgamano con quelle coloristiche».

Nel definire la sua poetica Ottaviano Giannangeli ha scritto: «Non che non ritornino in Giuliante echi dei poeti italiani dell’Otto-Novecento e specialmente del Pascoli, ché anzi, dopo il De Titta, il Nostro è, tra i dialettali abruzzesi, da additarsi come il più genuino rincalzo pascoliano».

“La sua produzione è la più ricca tra i nostri poeti dialettali. Iniziò con quadretti di vita paesana, in cui eccelse per delicatezza di umorismo, venato di una sottile melanconia, ma ben presto si levò a cantare profondi sentimenti umani con immediatezza ed espressione. Si iscrive autorevolmente nel novero dei nostri maggiori poeti in vernacolo, da cui deriva la purezza linguistica, ma se non distacca per un più approfondito sentimento religioso della vita. Le sue liriche hanno stabilito un colloquio quanto mai suggestivo con la natura”.

Nell’agosto 1998 la Regione Abruzzo e la Facoltà di Lettere di Chieti hanno promosso una “Giornata di studio dedicata alla figura di Guido Giuliante”. Il Prof. Vito Moretti, promotore del recupero e della pubblicazione di numerose opere inedite, curatore del volume degli Atti del convegno, così concludeva la premessa al volume: «Personaggio non secondario della nostra storia recente, Giuliante si consegna qui ad una rilettura del suo ruolo di poeta e di scrittore, e si avvia ad essere il tramite ormai di quel bilancio che la cultura dialettale abruzzese del secondo Novecento impone a chiusura proprio di secolo e di millennio».

Soprattutto poeta vernacolare Giuliante è stato autore di diciotto opere di Teatro: nove in dialetto, otto in lingua; tre operette per ragazzi; l’Oratorio in versi “Tre Primavere d’Amore”. In dialetto abruzzese ha pubblicato dieci raccolte di poesie: la sua prima opera è stata “Ro-zì” del 1956; l’ultima “Enrica”, commedia musicale in un atto scritta nel 1975. La sua è stata definita “… una poesia ariosa, intangibile, varia nei ritmi del procedere, fatta di notazioni fugaci così come di colloqui-soliloqui senza tempo.”

“Giuliante porta l’endecasillabo ad un grado di levigatissima perfezione in virtù di un impasto ritmico-fono-semantico sconosciuto al periodo detittiano. ”

Come affermato da Vittoriano Esposito, «… il merito del Giuliante poeta è stato di aver consacrato definitivamente la poeticità del dialetto abruzzese … elevandolo alle vette della lirica, in un’aura di fantasia, ed inventando un nuovo modello linguistico ... »

La natura con i suoi aspetti paesaggistici che si trasmutano nei grandi temi del pensiero umano sono alla base della sua produzione teatrale “Se per Ignazio Silone si è parlato di paesaggio dell’anima, nel poeta Giuliante si ravvisa una sorta di bramosìa di recuperare nel giornaliero dei propri luoghi i valori simbolici, universali: quel mondo interiore che alterna dubbi e certezze. ” “… tendenza intimistico-elegiaca, tutta risolta nel rimpianto d’un mondo inesorabilmente perduto, tra ansie ed amarezza, con un linguaggio aderente a situazioni realistiche eppure spesso confinate nelle sfere del sogno e della fantasia. ”

Il suo mondo intellettuale può essere riassunto in modo sintetico dalle sue stesse parole “Il senso del nuovo e del moderno sarà certamente dato dal modo come i moderni sapranno sentire ed interpretare quello antico e quello tradizionale e nel saper mostrare quanto della antica saggezza è entrato a far parte della nostra vita odierna.”

### Morte
Morì a Civitella Messer Raimondo il 17 giugno 1976 per un attacco cardiaco, al termine di un comizio elettorale. I funerali si svolsero nella Cattedrale di Chieti, celebrati da Mons. Fagiolo, il corpo riposa nel cimitero di Pennapiedimonte.

## Opere
L'Opera del Giuliante spazia dalla lirica al teatro, dalle canzoni sacre alle canzoni abruzzesi. Diverse canzoni abruzzesi furono da lui scritte con Antonio Di Jorio,Guido Albanese, Aniello Polsi e Padre Donato Di Pasquale per varie rassegne canore.
Fu presidente dell'Ente Provinciale Turismo di Chieti, curando diverse pubblicazioni culturali,  e fu amico di don Ottavio De Caesaris direttore della Cappella musicale del Pontificio Seminario Abruzzese di Chieti, con cui scrisse oratori e rappresezioni liriche. 
- Ro-zì, (raccolta di liriche)1954
- L'addòre de lu nide (raccola di poesie), Pescara, ed. Attraverso l’Abruzzo, 1957
- Giovannella di Scanno: leggenda scannese, tre atti e un prologo, musica Aniello Polsi, Roma 1960
- La Vija de la Croce, Lourdes 1964
- Le tre primavere d'amore, poema sinfonico sacro rappresentato all'abbazia di San Giovanni in Venere, musica don Ottavio De Caesaris
- Lu Vangele di Terra d'oro nghe l'antiche parlà de li pasture, traduzione in abruzzese dei Vangeli (postumo), Roma, Edizioni dell'Ateneo, 1977
- Vocia annascoste: poesie inedite a cura di Vito Moretti, Chieti, edizioni Noubs  1998
- Le Poesie (1956-1986), a cura di Antonella Del Ciotto; premessa di Antonella Di Nallo; Nota introduttiva di Gianni Oliva, Lanciano, Casa editrice Carabba, 2021
- La poesia dialettale abruzzese e il contributo di Modesto Della Porta; con saggio introduttivo di Enrico Di Carlo, Castelli, Verdone, 2024

## Onorificenze, Riconoscimenti ed Intitolazioni

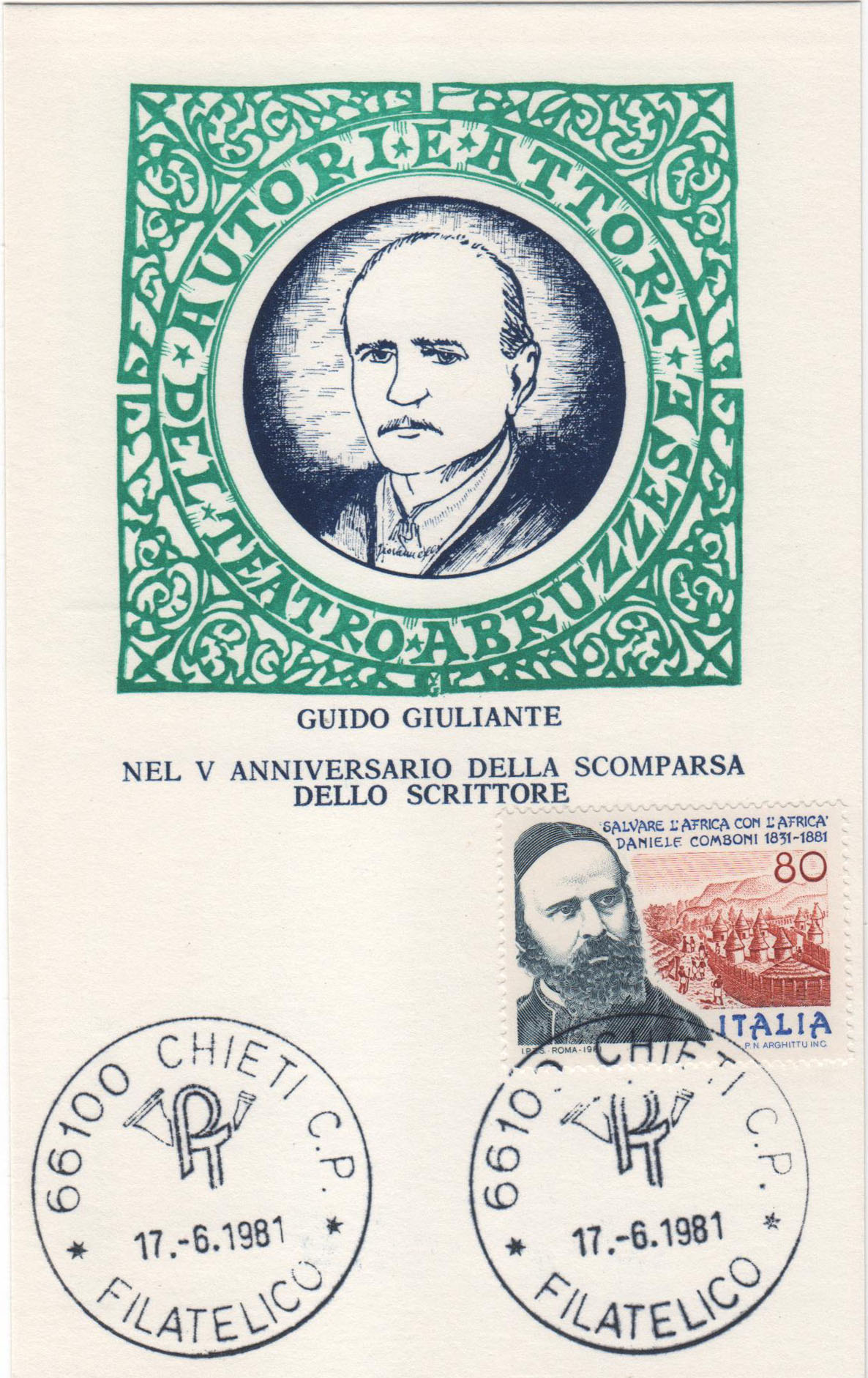
Cartolina postale

Il 2 giugno 1957 è stato insignito dell’Alta Onorificenza di “Ufficiale al Merito della Repubblica Italiana”.
Il 17 giugno 1981 l’Ente Provinciale del Turismo, nel V anniversario della scomparsa, gli ha dedicato una “Cartolina Filatelica serie Abruzzo” con serigrafia originale di Vito Giovannelli.
Il 2 agosto 1998 l’Amministrazione Comunale di Pennapiedimonte ha intestato a Guido Giuliante l’ex Piazza Garibaldi, prospiciente la casa natale del poeta.
Il 22 ottobre 2011 il Comune di Chieti ha intitolato a “GUIDO GIULIANTE medico, poeta, politico ” una via della città.
Il 15 settembre 2023, a Scanno, il "Nuovo Centro Studi Abruzzesi" ha assegnato il "Premio Abruzzo" alla poesia di Guido Giuliante.
Il 22 agosto 2024 l'Ente Mostra dell'Artigianato di Guardiagrele ha attribuito il Premio "Modesto Della Porta" all'attività professionale e artistica di Guido Giuliante.
Alla sua memoria vennero intitolati il Premio di poesia dialettale “Guido Giuliante”, organizzato dalla Settembrata Abruzzese e il Gruppo Corale “Giuliante” presieduto da Vittorio Sarodi e diretto da Vincenzo Pasta.

### Le opere
Per una ricognizione dettagliata e ragionata delle opere di poesia e teatro, delle canzoni, delle opere teatrali inedite, degli scritti in generale, si rimanda a Antonella Di Nallo, Guido Giuliante, in Gente d’Abruzzo. Dizionario biografico, a cura di Enrico Di Carlo, vol. 5., Castelli, Andromeda, pp. 315-320.
Per un panorama ampio delle opere, si rimanda a: Guido Giuliante, Le poesie (1956-1986), a cura di Antonella Del Ciotto; premessa di Antonella Di Nallo; nota introduttiva di Gianni Oliva, Lanciano, Carabba, 2021; e Guido Giuliante, Teatro, a cura di Vito Moretti; con una nota biobibliografica di Enrico Di Carlo, Chieti, Solfanelli, 2023.